# Kloosterhaar

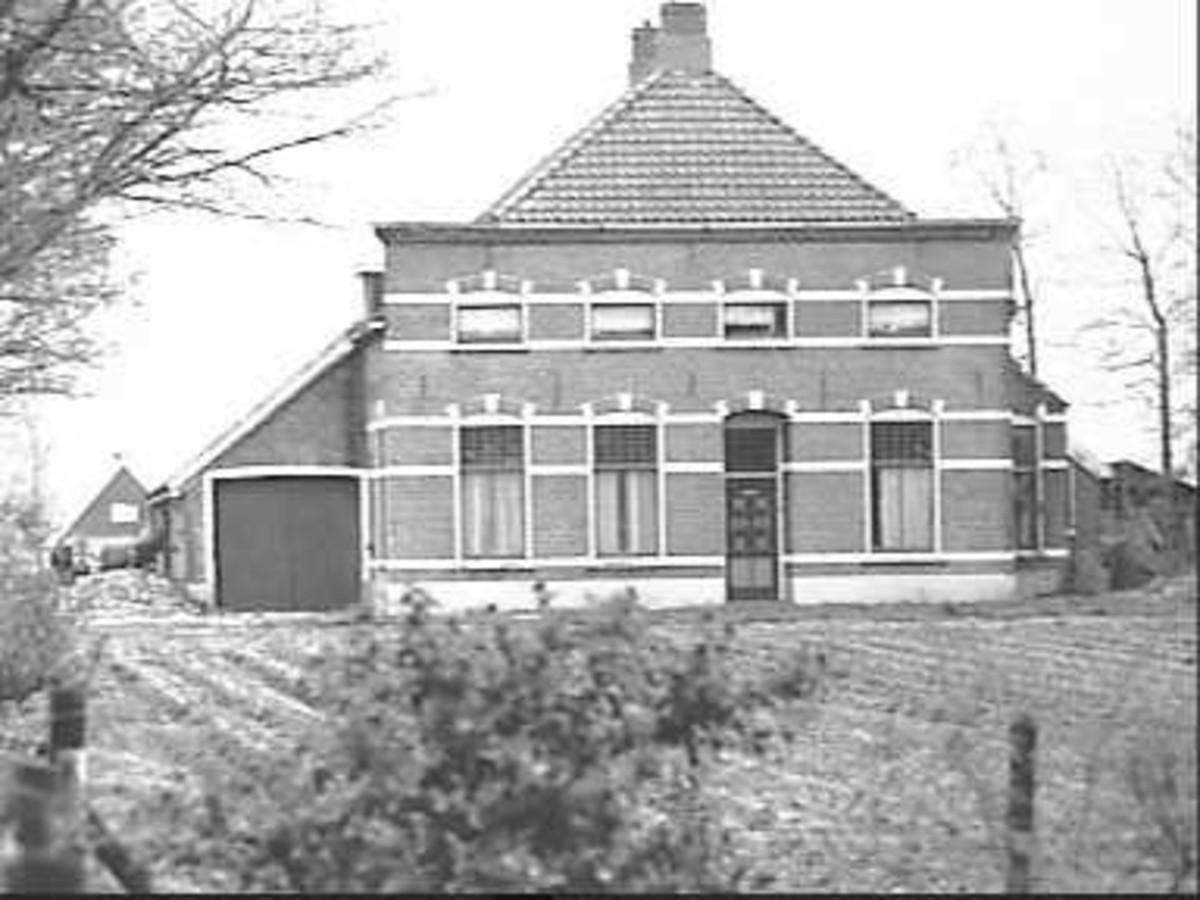
Voorgevel van een boerderij in Kloosterhaar

Kloosterhaar (Nedersaksisch: Kloosterhoar) is een klein dorp behorend tot de gemeente Hardenberg in de provincie Overijssel. Aan de zuidzijde van het dorp ligt een klein deel in de gemeente Twenterand. Het ligt ten zuiden van Bruchterveld, dicht bij de grens met Duitsland. In Kloosterhaar komt de provinciale weg 341 uit op de N343. Bij Kloosterhaar liggen de Engbertsdijksvenen.
Vanaf 1938 tot en met 1953 heeft aan de Verlengde Broekdijk Kamp Balderhaar gestaan. Aan de Groene Dijk stond kamp Kloosterhaar.
Elk jaar in juli wordt in het dorp een muziekfestival georganiseerd, waarvan de opbrengst ten goede komt aan het plaatselijke zwembad.

## Geboren
- Jannette Beuving (1965), politica